# 千駄ヶ谷町
千駄ヶ谷町
- 1932年（昭和7年）まで東京府豊多摩郡に存在した自治体名。本項で詳述。
- 1879年（明治12年）まで四谷区に存在した町名。1872年（明治5年）に改称して千駄ヶ谷町一丁目-三丁目が誕生。1878年（明治11年）の郡区町村編制法の施行で四谷区となるが、1879年（明治12年）に南豊島郡千駄ヶ谷村（1.の前身）に編入された際に消滅した。現在の新宿区霞ヶ丘町、渋谷区千駄ヶ谷一-四丁目の区域に当たる。

千駄ヶ谷町（せんだがやまち、せんだがやちょう）は、かつての東京府豊多摩郡に存在した町のひとつである。

## 地理
町域のほぼ中央を渋谷川が南北に流れるが、町域の大半は武蔵野台地上となる。

## 歴史
- 1889年（明治22年）5月1日 - 町村制施行。千駄ヶ谷村[1]および原宿村[2]、穏田村が合併し、南豊島郡千駄ヶ谷村が発足
- 1896年（明治29年）4月1日 - 南豊島郡は東多摩郡と合併、豊多摩郡となる
- 1907年（明治40年）4月1日 - 町制施行により千駄ヶ谷町となる
- 1932年（昭和7年）10月1日 - 東京市に編入され消滅、千駄ヶ谷町及び渋谷町・代々幡町の区域をもって渋谷区となる

## 人口
- 1920年 36,374
- 1925年 39,997
- 1930年 40,900

## 地域
- 大字千駄ヶ谷
- 大字原宿
- 大字穏田

## 交通

### 鉄道
- 鉄道省
  - 中央本線
    - 代々木駅
    - 千駄ケ谷駅

  - 山手線
    - 代々木駅
    - 原宿駅

## 教育機関
- 千駄ヶ谷町青年訓練所
- 千駄ヶ谷尋常高等小学校
- 千駄ヶ谷第二尋常小学校 - 1941年から仰徳国民学校と改称。1945年5月24日、東京大空襲で校舎全焼。戦後の1946年3月、鳩森小学校に統合された[3]。
- 千駄ヶ谷第三尋常小学校
- 穏原尋常小学校
- 千駄ヶ谷第五尋常小学校
- 第一早蕨幼稚園
- 原宿幼稚園
- 東京市民幼稚園

## 出身・ゆかりのある人物
- 岡村輝彦 - 弁護士、中央大学学長。1910年（明治43年）に千駄ヶ谷町大字穏田字源氏山173番地に居住
- 木下友三郎 - 行政裁判所部長、明治大学学長。千駄ヶ谷町居住
- 倉敷福太郎 - 学習院教授[4]。住所が千駄ヶ谷町[4]
- 山本五十六 - 軍人、聯合艦隊司令長官。千駄ヶ谷町居住
- 山本義正 - 著述家、山本五十六の長子。千駄ヶ谷町生まれ
- 戸塚道太郎 - 軍人、横須賀鎮守府司令長官。千駄ヶ谷村生まれ
- 辻新次 - 官僚、初代文部次官。千駄ヶ谷町で死去
- 天璋院（篤姫） - 元第13代将軍徳川家定御台所。千駄ヶ谷村の徳川宗家屋敷で死去
- 徳川家達 - 徳川宗家16代目。千駄ヶ谷村以来から居住
- 徳川家正 - 同17代目。千駄ヶ谷村生まれ
- 徳川達孝 - 田安徳川家第9代当主、家達の弟。家達邸宅に居住
- 与謝野鉄幹・与謝野晶子夫妻 - 歌人。麹町、渋谷道玄坂と経て1904年（明治37年） - 1909年（明治42年）1月の間、文芸誌『明星』を発行した与謝野夫妻の「新詩社」が千駄ヶ谷村（その間、千駄ヶ谷町に）にあった。そこは明治書院の貸家で、また居住した。後に神田区駿河台東紅梅町へ移転。
- 北原白秋 - 詩人、作家。1910年（明治43年）9月に牛込区新小川町から、与謝野夫妻の新詩社と縁がある千駄ヶ谷町の大字原宿（現在の神宮前）に転居。隣家松下俊子と親しくなり、のちに姦通罪で告訴される。
- 千田是也 - 演出家、俳優、俳優座結成者の一人。芸名が千駄ヶ谷に由来
- 関根潤三 - プロ野球選手

## 関連書籍
- 東京市臨時市域擴張部 『豊多摩郡千駄ヶ谷町現状調査』 1931年